# Aquilino Bocos Merino
Aquilino Bocos Merino C.M.F. (Canillas de Esgueva, 17 mei 1938) is een Spaans geestelijke en een kardinaal van de Rooms-Katholieke Kerk.
Bocos Merino volgde het kleinseminarie in Aranda de Duero. Op 15 augustus 1956 trad hij in bij de orde der Claretijnen, waar hij op 23 mei 1963 priester werd gewijd. Hij studeerde theologie aan de universiteit van Salamanca.
Bocos Merino vervulde diverse functies binnen zijn orde. Van 1991 tot 2003 was hij generaal-overste van de Claretijnen.  
Op 31 mei 2018 werd Bocos Merino benoemd tot titulair aartsbisschop van Urusi; zijn bisschopswijding vond plaats op 16 juni 2018.
Bocos Merino werd tijdens het consistorie van 28 juni 2018 kardinaal gecreëerd. Hij kreeg de rang van kardinaal-diaken. Zijn titeldiakonie werd de Santa Lucia del Gonfalone. Omdat hij op het moment van creatie ouder was dan 80 jaar is hij niet gerechtigd deel te nemen aan een conclaaf.
- Biblioteca Nacional de España: XX923186
- Bibliothèque nationale de France: cb16998842g (data)
- Gemeinsame Normdatei: 1095553275
- International Standard Name Identifier: 0000 0001 0802 7230
- Library of Congress Control Number: no2010200519
- Istituto Centrale per il Catalogo Unico: BVEV050979
- Système universitaire de documentation: 188450505
- Virtual International Authority File: 87855345
- WorldCat: E39PBJtRKCgcCmXyKp46KB9qwC